# 奄美群島の歴史
奄美群島の歴史（あまみぐんとうのれきし）は、奄美群島の歴史を概説する。

## 先史時代

### 旧石器時代
奄美群島での人の痕跡は、約3万年前のものと推定されるアマングスク遺跡（徳之島）で、南西諸島最古級の遺跡である。土浜ヤーヤ遺跡（奄美大島）、喜子川遺跡（同）などは旧石器時代から縄文時代初期の遺跡と言われ、姶良カルデラの火山灰（2万4000年前〜2万2000年前）と鬼界カルデラの火山灰（約6400年前）も確認されている。

### 縄文時代
日本本土との交易は縄文時代後期から弥生時代、古墳時代などを通じて活発に行われていた。
縄文時代の宇宿貝塚（奄美大島笠利町）からは、南島起源の宇宿下層式土器と共に、九州の縄文後期の市来式土器や、種子島・屋久島・口永良部島が起源の一湊式土器が出土している。
また、瀬戸内海系の里木式系土器が神野貝塚（沖永良部島）で出土するなど、多くの遺跡で北方と南方の混在、影響を受けた製品、さらに独自に発展したものが確認されている。逆に、市来貝塚（鹿児島県いちき串木野市）からは、地元の市来式土器と共に奄美大島の嘉徳II式によく似た土器と、オオツタノハガイ製貝輪が出土しており、薩摩半島への伝播も確認されている。宇宿貝塚（奄美大島）や住吉貝塚（沖永良部島）などで検出された住居跡は方形状に並べたもので、九州のそれとは形態が異なっている。

### 弥生・古墳時代
4 - 5世紀には地元産のスセン當式土器（沖永良部島）が、6世紀には兼久式土器（奄美大島）が出現した。同時に金属製品も出土しているため、鉄器の製造開始はこの年代の可能性が指摘されている。
この時代、沖縄、先島と並んで奄美群島の島々もゴホウラやイモガイの貝殻を交易品とし、本土側は土器（弥生土器か）と交換していた（「貝の道」の交易）。九州では貝殻を装身具として使用していた。弥生時代前期（約2300年前）の鹿児島の高橋貝塚（南さつま市、阿多郷）からは貝輪の加工品が出土しており、貝の道の交易の一端を担ったと考えられている。

## 古代
この時代の奄美社会は史料に乏しく詳らかでないが、ウナリ神信仰社会であり、血縁集落としてのマキョ（→間切）、集団の祖としてのフーヤ、ウフヤ（→大親）、ウフヤの姉妹ノロ、さらにマキョを束ねるヒャー（→大親）やアジ（按司）があったと言う（『龍郷市誌』）。別の呼称としてウフヤなどに相当するネドコロ（根所→ニィドゥクル）、ネッチュ（根人→ニンチュ）などもある（『喜界町誌』）。これら琉球王国の琉球神道にも通ずる呼称が奄美社会発祥なのか、それとも古琉球から流入したのかは定かでない（後述）。
奄美の存在が日本の歴史書に登場するのは7世紀で、『日本書紀』には657年（斉明天皇3年）に「海見嶋」、682年（天武天皇11年）に「阿麻弥人」、『続日本紀』には699年（文武天皇3年）に「菴美」、714年（和銅7年）に「奄美」とあり全て奄美（大島）のことだと考えられ、当時の日本の中央との交流があったことがわかる。733年（天平5年）の第10回遣唐使は、奄美を経由して唐へ向かっている。
735年（天平7年）に朝廷は、遣唐使の往来上の利便のため碑を南島に建てた。『延喜式』雑式には規定が書かれており、島名のほか停泊所や給水所が書き込まれ、奄美群島の各島々にこの碑が建てられたとしているが、未だ実物の発見は無い。また、遣唐使に奄美語の通訳を置くことも記されている。
ほか斉明5年（659年）の第4回遣唐使の一船が百済南島から「爾加委」島（喜界島に比定）に漂着、原住民に略奪に遭った記録がある。
727年（神亀7年）を最後にしばらく奄美以南南島人の記述は日本の国史からは途絶える。また九州太宰府庁跡などから奄美島の他「伊藍嶋」（沖永良部島に比定）と書かれた木簡も出土している。
「貝の道」の交易品の主体は、この頃にヤコウガイに替わったと考えられている。6 - 8世紀頃の奄美大島北部の土盛マツノト遺跡、用見崎遺跡、小湊フワガネク遺跡からヤコウガイが大量に出土している。ヤコウガイの使途としては、本土向けに貝匙、酒盃、本土・中国向けに螺鈿細工の原料が挙げられている。この頃の交易品には他に赤木、檳榔（びろう）などがあった。開元通宝も奄美群島から八重山列島まで広く出土している。

### 太宰府出先としての喜界島
喜界島は奄美大島とは多少異なる歴史がある。中世の琉球王国による征服も大島は1447年、喜界島は1466年である。
10世紀頃、日宋貿易に絡んで九州の太宰府が受領などを通じ貢祖品の徴収を強化した折、同世紀末の997年（長徳3年）に九州一円に長徳の入寇（新羅の入寇の一）があり、対馬、肥前、壱岐、肥後、薩摩、大隅など九州の広範囲にわたり襲撃を受け男女300名がさらわれたとある。
被害が広範囲のため、高麗国のみならず、南蛮の入寇として奄美も賊に参加していたといわれる。伝記でも『日本紀略』『小右記』『百練抄』にはすべて「高麗国人」とあるが、『紀略』は「南蛮の賊、奄美島人」という『小右記』にみえる報告書の説を採って統一している。当時、現地でも混同されていた可能性もある。いずれにせよ、奄美人の入寇は太宰府の徴税、統制強化に対する反乱とも考えられている。
これに対し翌年の長徳4年（998年）、大宰府から九州各地で反乱を起こした南蛮人（奄美大島）を追捕（征伐）する命が「貴駕島」へと発せられている。この貴駕島は現在の喜界島と考えられ、大規模建築跡を含む城久遺跡（喜界島中央部の高台に位置）が発見されたことにより、ここが命令を受領した大宰府の出先機関と推定されている。
日本本土に入寇襲撃して征伐、報復されたと言う点では、北方系の国（中国大陸、朝鮮半島）からを除くと、南島系の琉球弧からは唯一の事例である。ただし前記のとおり太宰府でも混乱があり、賊が拠点とした島や征伐を受けた島が必ずしも奄美大島だけとは限らず、喜界島での記録が残っていないため詳らかではない。
喜界島城久遺跡群からの9 - 11世紀頃の出土品は、九州系土師器、須恵器、越州窯系青磁、白磁、灰釉碗陶器が主である（第I期）。
更に、同遺跡群の大ウフ遺跡からは大規模な製鉄所跡も発見されている。

### 日宋貿易と南島社会
894年の遣唐使の停止や926年の遣渤海使の廃止以降、日本と周辺諸国との国交が公式には途絶する一方で、10世紀頃から日宋貿易が隆盛し、また11世紀頃には九州の太宰府が非公式に高麗との貿易を始めている。
公式にはいずれとも国交の無い状態だったが、朝廷の事実上の黙認と言う形で太宰府へ貿易統制権能が移管され、また民間海商にも多くが委ねられ、中央朝廷からの交易に対する統制は大きく緩んでいたと考えられている。
その結果、太宰府を結節点として日宋貿易、日麗貿易、南島貿易が隆盛し、本土はもとより南島交易の中継点となる喜界島（後述）や南島社会に対し、交易のみならず人的、質的な変化をもたらした可能性が指摘されている。これにより南島の貝塚時代が終焉をむかえ、奄美の中世、グスク時代への転換期を迎えたと考えられている。
この時代までを「奄美世（あまんゆ）」とも呼ぶ。

## 中世
この時代の奄美群島は概ね、遺跡や伝承、また群島外の歴史書によって様子の推定が行われており、奄美群島直接の史料は、各島などの伝承記物以外には乏しい。『日本書紀』に登場する「海見嶋」が奄美大島であるとする説が有力である。

### 按司、城の発達
グスク時代の初期に入り、奄美群島でも農耕社会と按司の台頭、グスクの構築が始まる。奄美群島でも「按司」（領主層）や「グスク」（城、城砦）を支配層を語る上で使うが、沖縄本島発祥のこの名称自体、一部を除き当時使用した証拠は無い。事実、現在グスクと呼ばれる遺跡の多くがヒラ、ハラ、モリなど違う名称であった。
11世紀頃に構築が始まった奄美群島のグスクは集落ごとに複数築かれ、規模はそれほど広くなく住民の共有の施設でもあった。グスクは浜を見下ろす立地をとるものも多いが、集落背後の山の中腹や山頂などにも築かれ、複数（3〜4個）のグスクで有機的な防衛網を構築していた。
交易の利便性と、海からの襲撃に対応するためである。その後、グスクは按司により采配されるようになり、そこに拠って互いに抗争していた。按司の中には、日本からの移住者との伝承を持つ者も居た。海賊や島外勢力の襲撃に対して、住民を率い戦い、英雄と讃えられる者も出現した。
また、沖縄貝塚文化の土器編年上、弥生時代中期から貝塚時代後期までは一貫して奄美群島（北部・南部）と沖縄諸島との間で異なる様式の土器が出土していたところ、貝塚時代最晩期（グスク時代最初期）には沖縄諸島で良く出土するフェンサ下層式土器が奄美南部（徳之島以南）でも出土している。
このグスク時代初期を特徴づける土器は、徳之島の川嶺辻遺跡や沖永良部島の揚殿遺跡などで出土しているが、後述のカムィ焼・肥前産滑石製石鍋勢力に先行する時期であり、この時期の奄美南部（徳之島以南）と沖縄諸島との按司勢力の関わりを示唆する。

### 本土との関わり
本土（大和）からは、安元3年（1177年）の鹿ケ谷の陰謀により、俊寛が薩摩・「鬼界ヶ島」に配流されたと伝わる。また、『吾妻鏡』元暦元年（1184年）の条には、阿多忠景の乱を起こした伝・薩摩平氏の阿多忠景（伝・平忠景）が「鬼界ヶ島」に逃亡、源頼朝が義経征伐を兼ねて同島を征討し地頭を置いたと記録される。
この「鬼界ヶ島」は、俊寛については喜界島に比定する説と、薩摩硫黄島に比定する説とがある。吾妻鏡については不詳。
『漂到琉球国記』（1243年、後述）や臨済僧虎関師錬著『元亨釈書』（1322年）では、日本から見て奄美大島を含めた南方の島々は日本の影響下にあり「貴海国」と称され、いっぽう奄美より南の「琉球国」は異域と見做されていた。
13世紀頃の『平家物語』でも、奄美と沖縄は違うと捉えられていた。『漂到琉球国記』は、肥前松浦党と天台僧慶政が「琉球国」のいずれか（奄美から台湾までのいずれかは不明）に漂着、原住民と接触した様子が慶政により記されている。
奄美群島には、北隣のトカラ列島と同じく平家の落人伝説がある。平資盛が壇ノ浦の戦いから落ち延びて喜界島に潜伏、のち平有盛、平行盛と共に奄美大島に入ったと言う。大島の名瀬浦上には平有盛神社が、大島の戸口には平行盛神社もある。しかし、トカラ列島と同様に平家の末裔の影響があったと言う歴史的知見は発見されておらず伝説の域を出ない。もっとも当時からそのような口伝があったことは確かなようであり、16世紀の「那覇世」の下、行盛神社に伝わるノロのオモリでは阿応理屋恵、尚円と共に行盛を称える句がある。

### グスク時代の「貝の道」
本土（九州）とのヤコウガイ交易（「貝の道」）は古代から続いており、12世紀には本土東北の中尊寺金色堂で奄美産の蝶細がみられた。
倉木崎海底遺跡（奄美大島）などで、12世紀後半 - 13世紀頃の中国産陶磁器が大量に引き揚げられており、中国との交易も確認されている。これは、前述のとおり太宰府 - （鹿児島）- 喜界島 - 南島（奄美を含む琉球弧）の交易ルートと、太宰府からの日宋貿易ルートとの接続によりもたらされたと考えられている。
喜界島城久遺跡からの、グスク時代に入る11世紀後半 - 12世紀頃の出土品は、九州系土師器、須恵器、白磁器、初期竜泉窯青磁器・同安窯系青磁器（南宋産）、初期高麗青磁器、朝鮮系無釉陶器、滑石製石鍋（肥前産）、滑石混入土器（朝鮮産）、カムィ焼などである（第II期）。
これらは沖縄諸島のグスクから出土品と類似している。このように、宋産の白磁食器、肥前産の石鍋と、カムィ焼がセットで出土している事から、喜界島が太宰府と南島（琉球弧）との間の交易の中継点になっていたとも考えられている。

### カムィ焼と徳之島
徳之島も奄美大島とは多少異なる歴史がある。
「カムィヤキ古窯跡群」（徳之島）で11世紀後半に生産が始まったカムィ焼（カムィヤキ、類須恵器）は、琉球弧全体に流通の広がりを見せており、北限はトカラ列島南部である。高麗人陶工が生産に関わったと言う説がある。前述のように11世紀頃から日麗貿易が始まっており、中村翼、荒野泰典らは、カムィ焼が当時の日本陶器には類例がなく、高麗無釉陶器に類似することや地下式の穴窯跡が韓国の京畿道や忠清南道で発見されたものと類似することから、高麗の陶工が現地に入り生産に関与した事を確実視している。また中村らは、高麗人が徳之島に入った想定理由として、高麗貿易における、太宰府 - 喜界島 - 南島（徳之島ほか）の交易ルートおよび日麗貿易・日朝貿易の交易ルートの接続を挙げている。
ただし、カムィ焼生産は14世紀前半に終息しており、その理由や、高麗人陶工のその後については解明されていない。

### 鎌倉、室町時代
鎌倉時代に入り承久の乱後、南薩摩や奄美群島の一部が北条得宗領（すなわち執権北条氏の惣領・嫡流による直轄領）とされ、得宗被官である千竈氏の采配地となった。河邊郡（河邊十二島を含む）、坊津の港や、屋久島下郡、奄美大島、喜界島、徳之島、沖永良部島などである。もっとも、当時の奄美大島以南は按司が割拠しており、千竈氏は海上運輸と流通の権益を握り、奄美群島在島勢力と封建制の関係に有ったと考えられる（『六波羅御教書』、『千竈時家処分状』（千竈文書））。
『金沢文庫』中の日本地図にも「雨見嶋、私領郡」と記載されている。千竈氏の支配体制は、北方の得宗被官安東氏との比較検討が行われている。
これに遡る平安後期から、九州では大宰府を中心として朝廷からの統制をあまり受けず、中国や朝鮮との交易、これに併せ南島との交易も盛んに行われていた。
刀伊の入寇の頃、太宰府権能が徐々に衰微し始めるとともに、鎮西平氏や薩摩平氏が肥前や南九州（都城の島津荘など）に荘園を開き進出した。南宋の滅亡後の元寇で九州北部は大きな被害を受け交易は一時低迷すると共に、島津荘地頭職の島津氏が南九州に下向、進出した。
鎌倉幕府滅亡後には千竈氏の勢力は島津氏の支配下に入った。南九州の開拓が進むにつれ、薩摩・大隅の港と南島の間の交易も盛んになったと考えられる。
室町・南北朝時代以降島津氏は、南北朝動乱への軍事対応や、南九州での一族の内紛や諸国人との外寇（種子島氏、禰寝氏（根占氏）や肝付氏など）に終始しておりそれは戦国時代半ばまで続いた。
そのため、記録には奄美群島の当時の様子はあまり残っておらず、奄美群島在島勢力の詳細は明らかでない。もっとも九州南部や薩南島の武家勢力はいずれも交易の利益と相まって奄美大島など南島への関心と間接的な関与があったと推定される。
奄美群島は、「貝の道」時代からの南島交易の中心であり、日宋・日麗・南島の交易以降、往来が盛んになる一方で利害がぶつかる土地となり、紛争も多発したと推定される。
文献上の記録に現れるのは後述の1493年の琉球・日本甲船の武力衝突を待たねばならないが、当時、奄美大島や喜界島は大和の勢力が関心を寄せていただけではなく、九州海商や倭寇の拠点でもあった。大島、喜界島ほか群島内の按司勢力、琉球按司勢力と大和勢力、倭寇などが合従連衡と軍事衝突を繰り返したと考えられ、この衝突は次代の那覇世（なはゆ）を経て薩摩の侵攻まで続いたと考えられる。なお、奄美の戦乱に加わった大和勢力は詳細がよく分かっていない。

### 奄美伝説時代
14世紀頃から奄美大島の系譜上で語られる伝説時代に入る。笠利町誌によると、琉球の舜天王統3代義本の子孫である奄美大王（奄美大主、奄美大守）が大島に君臨していたと言う伝承、義本王伝説がある。
大島の芝家伝承によれば、義本は退位後に「阿麻弥（あまみ）島」に渡り、義本の子・継好（つぐよし）が奄美大守を称し、芝家を興したとされる。奄美大王は辺留城（ベルグスク）を拠点にしたとも伝わるが定かではない。このほか喜界島にも義本王（ジブンシュー）伝説がある。徳之島にも義本の子孫が匿われた伝承がある。
琉球の『中山世譜』など史書では、後述の第二尚氏尚円王の父・尚稷も、義本の末裔であるとされているが、これら奄美地方の伝承と尚稷や、各地の在地按司勢力との具体的な関係は未だ明らかではない。
また、15世紀以前の奄美群島の直接の文献記録は発見されていないため、琉球や日本含め周辺の文献から辿る必要があるがそれも乏しい。考古学上、14世紀頃から次代の琉球の影響を受ける頃までの期間の重要な遺跡として喜界島の城久遺跡群、手久津久遺跡群がある。
按司が登場してからを「按司世（あじんゆ）」とも呼ぶこともあるが、この時代までを「奄美世（あまんゆ）」と呼ぶこともある。

## 琉球時代
1266年、奄美群島から沖縄本島の英祖王に入貢した事が、『中山世鑑』などの琉球正史に記されている。これは南端の与論島の事であると言う説（与論町史）と、交易の存在を元にした創作説とがある。
前述（按司世）の通り13世紀までの奄美群島・琉球は按司が割拠、相互に合従連衡や衝突が続いたが、その一方で琉球は次第に按司が糾合し三山王国を建て発展し琉球側が優勢となって来たと考えられ、実際に14 - 15世紀頃から琉球勢力の影響が奄美群島にも及び始める。
三山や、15世紀半ば成立の琉球王国は日本・中国（明）との中継貿易を盛んに行っており、奄美群島地域を巡っても現地勢力、琉球勢力および海商や倭寇、大和勢力との衝突が繰り返されたと考えられる。
琉球王国成立前後の状況は、沖縄本島からの距離もあって各島々で異なっている。奄美群島南部の沖永良部島と与論島は、14世紀に沖縄本島北部に存在した北山王国の勢力圏に入った。徳之島のカムィ焼生産販売勢力の衰退した時期と一致している。なお、三山時代から琉球に征服を受けるまでの間、喜界島は琉球の勝連按司の勢力下にあったとされる（「喜界町誌」）。
15世紀に入り、沖縄本島の統一を進めていた第一尚氏は1416年に北山王国を滅ぼし、その領土であった与論島と沖永良部島に服従を要求する。沖永良部島において、北山王の一族であった島之主一家とその重臣達は使者船を侵攻と誤認して自刃、1429年に両島は琉球王国の領土に組み込まれた。次いで徳之島も服属し、島之主西世之主恩太良金が徳之島大親に任命された。この後、琉球王国によって奄美群島の地元領主階級は「大親」と呼称される。
1447年に第一尚氏4代尚思達王が奄美大島を征服。1450年から1462年まで、喜界島を攻略するためほぼ毎年攻撃を仕掛けていた（『李朝実録』）。
琉球でも1458年（天順2年）、喜界島の利権を巡って護佐丸・阿麻和利の乱が起き、最終的に尚徳王が全権を掌握する。1466年に尚徳王が自ら3000の兵を率いて喜界島を制圧、琉球王国はようやく奄美群島全域を支配下に置き、琉球の版図とした。
しかし外征続きで、当時の国情を無視した膨張政策によって中山は人心を失い、尚徳が早世したのち首里で群臣のクーデターにより尚円王が擁立、王位を簒奪される形で第一尚氏から第二尚氏へと王統が交代した。
琉球王国の大島支配体制は、全域支配の成った1466年（成化2年）、那覇に泊地頭（泊港）を置き、奄美群島各地に年貢の納付を改めて命じた。そのための蔵を天久寺（那覇市）に設け大島御蔵と呼んだ。また、琉球使節が室町幕府将軍・足利義政に謁見している（『親基日記』）。応仁の乱の後、室町幕府は島津氏に商人の往来の統制を命じ、琉球へは交易船の派遣を要請した。
『朝鮮王朝実録』の「成宗実録」成宗二十四年（1493年）条には、琉球と「日本甲船」が奄美で紛争となり、琉球が勝利したと記されている。「日本甲船」が大和のいずれの勢力か、あるいは九州船商の部隊、倭寇のいずれかは不明である。
15世紀末から16世紀に入ると、本格的な琉球王国の地方行政制度が敷かれる。この頃から大島でも間切の名称が文書に見え始める。間切ごとに「首里大屋子」が置かれ、その下に集落名を冠した大屋子や、その配下の与人・目差・掟・里主などを置いた。数多の家譜にその記録が現在も残っている。
一例をあげれば、末裔の愛加那で有名な笠利家の祖笠利為春が1504年に奄美大島に渡り、名瀬間切首里大屋子となっており、2代当主・為充が東間切首里大屋子に、第3代・為明が笠利間切首里大屋子に任命され（1568年）、為充・為明の琉球王からの任命書が現存している。
奄美群島は琉球の泊地頭により管轄されたが、現地豪族として徳之島の大按司が与論島、沖永良部島をも、奄美大島の大按司が喜界島および大島周辺島（加計呂麻、請、与路）をも管轄した。
しかし奄美群島一円を制圧した後も在地豪族による琉球への従属や反乱の離合集散が相次ぎ、琉球からは度々外征を受け鎮圧され、琉球は親方を派遣しての直接統治に乗り出した。喜志統（きしとう）親方は那覇首里の喜志統親雲上であり、1522年に笠利大屋子として大島の笠利間切に赴任し、琉球王府派遣役人の家系・喜志統として代々大島の笠利を治め、6代恩太良肥の時代に薩摩侵攻（1609年）を受けている。
また、第二尚氏4代尚清王（1497年（弘治10年） - 1555年（嘉靖34年））の頃、大島の有力な大親に与湾大親（ - 1537年）が居たが他の大親に讒言され失脚、後に名誉回復される。
また、1571年にも大島で大規模な反乱があり尚元王により鎮圧されている。この反乱では先の与湾大親の子孫が武功を挙げ馬氏として琉球にて興る。鎮圧の翌年、1572年（元亀3年）には蘇憲宜を大島奉行に任じ、動揺した奄美大島の統治に努めさせている。
大島において祭政一致政策の一環として「ノロ」も置かれた。役人やノロの所領はそれまでの世襲を廃止して、一定期間ごとに転出するよう制度が改められ、在地住民との関係の切り離しと中央政府が一元的に人事を掌握するキャリア制度化が行われている。現在ノロ制度は、与湾大親の根拠地であった奄美大島西部に多く残っている。
琉球王国が奄美群島を版図に収める事ができた要因として、王国権勢の相対的拡大、および室町幕府の全国支配体制の弱体化が挙げられる。
日本本土は群雄割拠と戦乱の時代に向かっており、京や関東はおろか九州からも遠く離れた辺境の奄美群島への関心および影響力は次第に衰微した。その隙を狙い、琉球王国は勢力の拡大に成功したとも言える。
例外的に、琉球王国や奄美大島の「隣国」にあたる薩摩と大隅の守護を務める島津氏や、種子島氏などは交易などを通じて奄美群島への関心を持ち続けた。
しかしこの時代は本土では室町時代から戦国時代に至る期間であり、島津氏も一族内や近隣領主、さらには九州島内での抗争や戦争に明け暮れ、南島の情勢に際し渡海遠征などは現実的でなかった。
16世紀半ば、それでも島津氏は交易の利益独占のため本土から琉球へ渡る船を統制しようとし、嘉吉付庸説や為朝始祖説を持出し琉球を従わせようとした。
1587年（天正15年）、豊臣秀吉に降った島津氏は領地争いの終了で軍事的経済的余裕が生まれ、秀吉から琉球に課された琉球軍役（兵糧米）を薩摩が半分肩代り（琉球は半分を負担）した事などを理由として、琉球王国に対する圧力を更に強めていった。
琉球王国の統治時代を「那覇世（なはんゆ）」とも呼ぶ。

## 近世

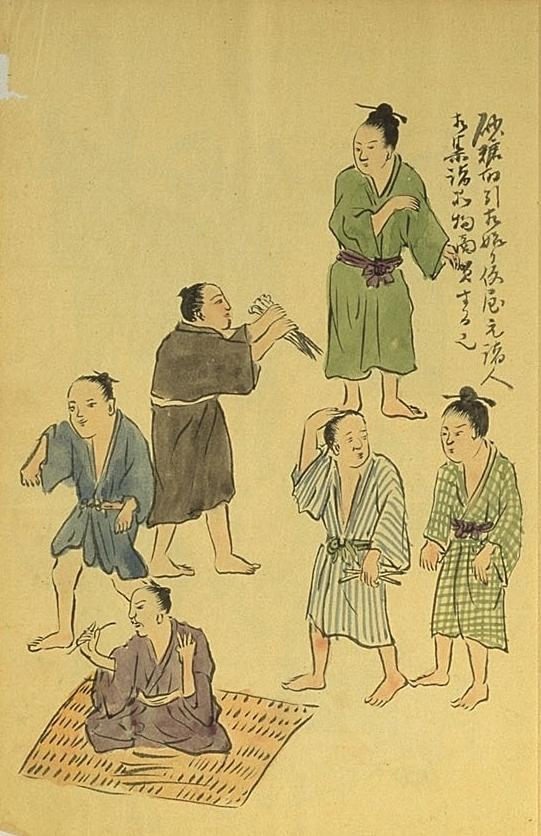
名越左源太の南島雑話に描かれた、幕末期の砂糖取引の様子。民衆の服装は琉球と共通する。

1603年（慶長8年）、江戸幕府が開かれて日本が新時代に入ると、幕府は中国大陸の明と通航を考えるようになり、薩摩藩主・島津忠恒に琉球王国に進出して明と通じることを許可した。1609年4月8日（慶長14年3月4日）、島津軍3000名余りを乗せた軍船が薩摩の山川港を出帆した。4月12日（3月8日）に奄美大島へ上陸して制圧、4月26日（3月22日）に徳之島、4月28日（3月24日）に沖永良部島を次々と攻略し、4月30日（3月26日）には沖縄本島北部の運天港に上陸、今帰仁城を落として首里城へ迫った。
尚寧は止む無く和睦を申し入れ開城した。島津軍は5月8日（4月5日）に首里城を接収し、4月半ばには薩摩に凱旋帰国した。
薩摩藩は奄美群島を割譲させて直轄地とし（ただし対外的には琉球の一部とされた）、1613年（慶長18年）、代官所（赤木名、名瀬など、その他多数）や奉行所を設置した。中国や朝鮮からの難破船などに対応するため、引き続き王府の役人も派遣させていた。この頃の奄美群島は、薩摩からは道之島と呼ばれた。
薩摩は住民にサトウキビ栽培を奨励したが、薩摩藩の財政悪化と共に中・後期には搾取のようになり過酷になっていったといわれる。薩摩はサトウキビを原料とした黒砂糖を幕府や商人に専売することで莫大な富を得たが、サトウキビ中心の栽培はひとたび作物の不作が起こると飢饉に結びつくような有様だった。しかし、このころに黒砂糖を使った「セエ」（黒糖焼酎）が誕生している。
庶民の嗜好品として評判となり密造酒が多数作られたが、黒砂糖の収穫が減ると困る薩摩藩がこれを取り締まらなければならないほどだった。主食は主にサツマイモだが、飢饉の時はソテツの実（なり）を毒抜きしたり、幹からでん粉（サゴの一種）をとって粥などに加工し食用とした。
奄美群島の民謡である島唄は、徳之島以北は本土と同じ五音音階の陽音階（律音階。ヨナ抜き音階参照）で、日本民謡の南限という側面を持つ。一方で沖永良部島以南では琉球音階が用いられ、琉歌の北限という側面も持っており、琉球民謡の一翼を担っている。16世紀に弦楽器の三線が琉球からもたらされると島唄にも取り入れられた。
龍郷村にあった屋入銅山は薩摩藩が当地の有力者の田畑氏(龍氏)に採掘を管理させていたが、採掘された銅を船で鹿児島へ送るために薩摩から藩士を二年交代で龍郷村に派遣していた。西郷隆盛は、その役職に抜擢されて派遣され、田畑氏(龍氏)から分家の娘・愛加那を島妻として紹介され西郷菊次郎などの子供をもうけた。また、本国から離れたこの地は薩摩藩の流刑地とされていたが、送り込まれた罪人の中には知識人もおり、博学の彼等の中には住民に受け入れられた者もあった。
お由羅騒動に連座して流刑に処せられた名越左源太は、在島時の見聞を元に奄美大島の地誌『南島雑話』を著している。
薩摩藩の統治時代を「大和世（やまとんゆ）」とも呼ぶ。
- 大島代官所（鹿児島県奄美市） - 慶長18年(1613年）薩摩藩が設置した代官所。赤木名御仮屋とも呼ばれた。
- 徳之島代官所（鹿児島県徳之島町） - 元和2年(1616年）薩摩藩が設置した代官所。
- 沖永良部代官所（鹿児島県知名町） - 元禄3年(1690年）薩摩藩が設置した代官所。
- 喜界島代官所（鹿児島県喜界町） - 元禄6年(1693年）薩摩藩が設置した代官所。

## 近代
奄美群島は1871年8月29日（明治4年7月14日）の廃藩置県により一時的に薩摩藩から鹿児島県へと実効支配が移管される。名目上は琉球王国の領域であったためそれが琉球処分により消滅するまで形式的には日本の領域では無かったが、追って1879年（明治12年）4月の太政官通達により大隅国に編入、大島郡および大島郡役所が設置され、正式に日本の領域となる。
これら過渡期中途の1873年（明治6年）に戸長および戸長役所の設置、1875年（明治8年）に大島大支庁が名瀬に設置されている。1885年（明治18年）には大島郡役所が金久支庁に改組。その翌年にはさらに大島島庁に改組される。1908年（明治41年）4月1日、島嶼町村制の施行に伴い、大島郡に16村が成立する。
第二次世界大戦中、連合国軍上陸の危険が高まった1944年（昭和19年）7月以降、沖縄と並んで子供や女性、高齢者の本土疎開が進められた。同年9月には疎開船「武洲丸」が潜水艦に撃沈され、約160人の徳之島島民が犠牲となっている。このほか、近海では軍隊輸送船「富山丸」など多くの日本船舶が撃沈された。1945年（昭和20年）3月末からの沖縄戦の間、北隣の奄美群島には陸海軍合わせて2万人以上が守備に就いていた。
特に奄美大島南部の瀬戸内町付近は要塞化（奄美大島要塞）が進められており、特攻兵器である震洋の基地も数箇所に置かれていた。しかし、奄美群島への連合国軍上陸は無く、全体として小規模な空襲だけに終わった。

## 現代
群島の奄美大島と徳之島が、沖縄本島北部（国頭）と西表島と共に、2021年（令和3年）7月に世界自然遺産に登録されている。

### アメリカ占領時代
1945年（昭和20年）9月2日、アメリカ軍によって本土から分割され（1953年12月25日までの8年余り）、米国民政府の統治下に置かれた。
同年9月22日に行われた現地守備隊と米第10軍とで交わされた降伏調印式の際、日本軍守備隊は米軍側が用意した降伏文書に奄美群島が「Northern Ryukyu（北部琉球）」と書かれていることを発見、日本から分割する意図を悟り、鹿児島県所属であることを訴えて調印しなかった。これには米第10軍司令官が譲歩し、鹿児島県奄美群島であることを確認した後に降伏した。
1946年（昭和21年）2月2日、正式に日本からの行政分離が連合軍総司令部から発表され、米国民政府の命令により本土出身者が公職から追放、本土に強制送還となった。
空席となった役職には地元出身者が就任し、10月3日に臨時北部南西諸島政庁が成立した。1950年（昭和25年）11月25日に奄美群島政府に改称。
しかし民選で選出された知事は日本復帰を公約に掲げた人物であったため（他の民政府も同様）、不快を感じた米国民政府は権限の縮小を決意し、1952年（昭和27年）4月1日には首班が米国民政府任命である琉球中央政府及び奄美地方庁を設立して民政府の権限を縮小、後に廃止した。
それらの米国民政府の政治的動きや、沖縄戦で疲弊した沖縄本島への資金集中、本土との分離により換金作物や物産の販売経路の途絶などにより経済が疲弊し飢餓の兆候さえ出てきていた奄美群島の住民は不満を増大させた。分離直後から始まっていた奄美群島祖国復帰運動は激しさを増し、日本復帰を願う署名が1951年（昭和26年）2月19日より始まり、署名は最終的に14歳以上の住民の99.8%に達し、マハトマ・ガンディーの非暴力運動にならい集落単位または自治体単位でハンガーストライキを行い、小中学生が血判状を提出する事態も発生した。復帰運動の指導者に奄美大島日本復帰協議会議長の泉芳朗や、ロシア文学者の昇曙夢などがいる。1951年8月4日、住民8000人が名瀬小学校で復帰を要求して24時間断食をおこなった。

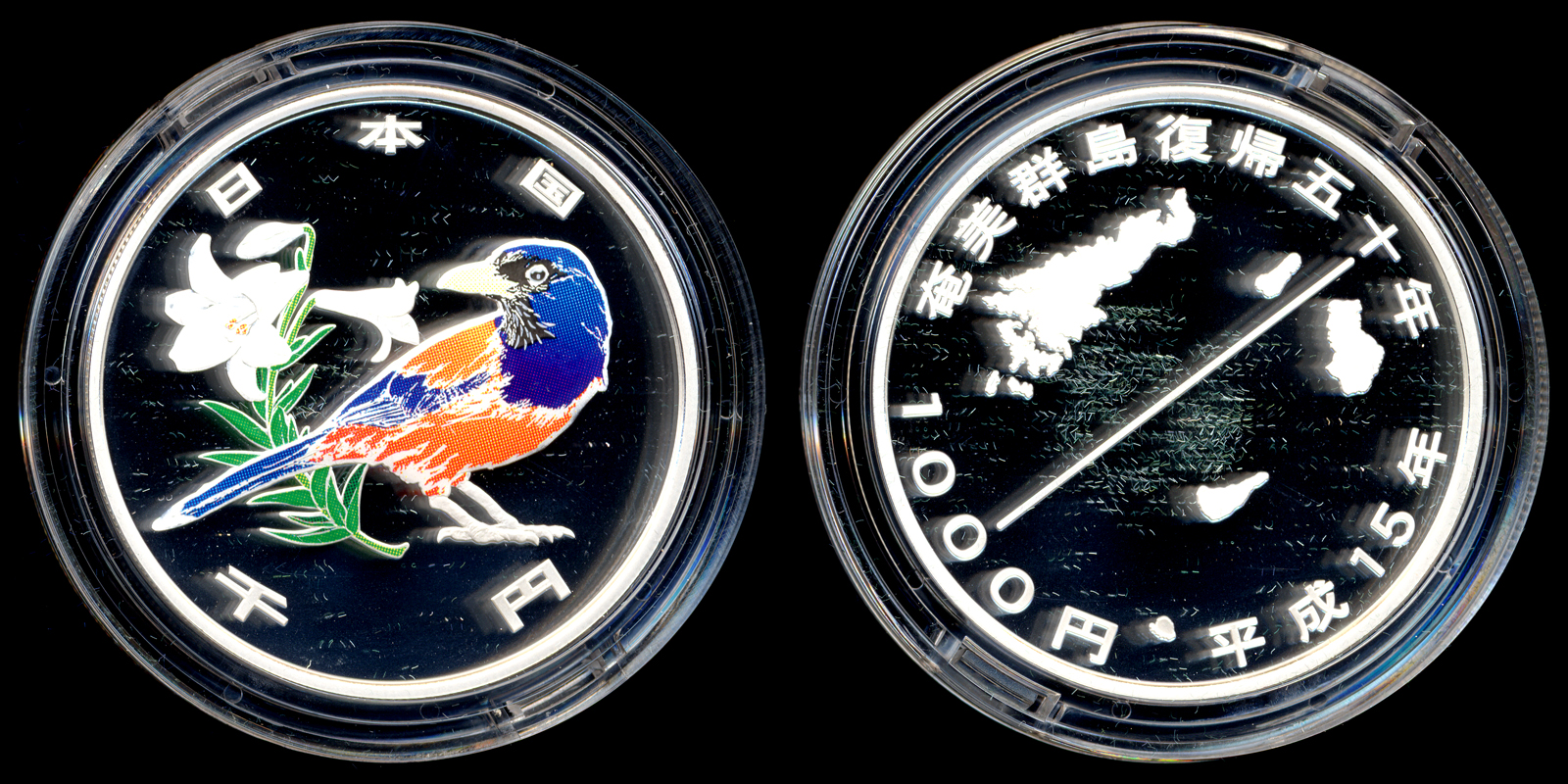
奄美群島復帰50周年1000円銀貨幣（2003年発行）

日本国との平和条約の1952年（昭和27年）4月28日発効によって日本の主権が回復することが決まると、アメリカは基地が少なく復帰運動の激しい奄美群島の統治を諦め、1952年（昭和27年）2月10日にトカラ列島が、奄美群島も1953年（昭和28年）8月8日のダレス声明による権利放棄を受け、
同年12月24日に返還に向けた日米協定が調停。12月25日午前0時をもって返還された。クリスマスであったことから、米国は「日本へのクリスマスプレゼント」として返還を発表した。後に本土復帰50周年にあたる2003年(平成15年)には記念として、ルリカケスとテッポウユリが刻まれた奄美群島本土復帰50周年記念の1000円プルーフ銀貨が発行された。
アメリカ軍占領・軍政時代を「アメリカ世（あめりかゆ）」とも呼ぶ。

### 本土復帰後

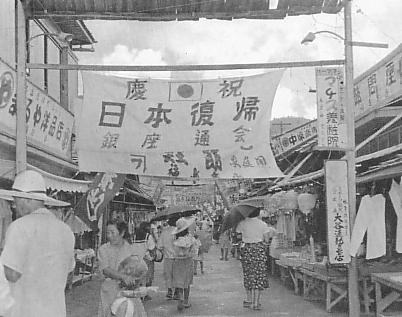
本土復帰

#### 国政選挙
復帰後、衆議院の選挙区として奄美群島選挙区が設置される。当時の衆議院は中選挙区制であったため、選挙区は複数議席とするのが原則だったのだが、奄美群島区のみは例外的に1議席であった。
奄美群島区では2人の保守候補が競り合い、住民を二分する激烈な選挙戦が展開されている。奄美群島区は、小選挙区制導入の2年前である1992年に、一票の格差是正のため鹿児島1区に編入されて消滅する。小選挙区制下では、本土の一部ともに鹿児島2区を構成する。

#### 皇族の訪問
1968年（昭和43年）4月、明仁皇太子・美智子夫妻が奄美大島を訪問。1972年（昭和47年）には徳之島も訪問した。また、同年10月25日には第27回国民体育大会に出席した昭和天皇が奄美大島に行幸した。
2003年（平成15年）には天皇、皇后として奄美大島で開かれた奄美群島日本復帰50周年記念式典に出席。2017年（平成29年）11月にも奄美大島、与論島や沖永良部島を訪問した。

#### 米国施政下琉球での奄美出身者
奄美群島が復帰した後、沖縄県が日本に返還される1972年（昭和47年）までの約20年間にわたり、沖縄の6万余人に及ぶ奄美群島出身者は、「在沖奄美人」と称されて様々な社会的制約や差別をうけることとなった。沖縄県がいまだアメリカの占領統治下にあったため、沖縄本島に出稼ぎに出ていた奄美群島出身者は戸籍上外国人となり、就労が難しくなるという経緯があった。
公務員等の公職追放も行われ、当時の琉球銀行総裁もその一人である。また、参政権剥奪、土地所有権剥奪、奄美群島出身者以外の日本国民には認められた政府税の外国人優遇制度は奄美出身者には認められなかった。
これは奄美復帰運動を、日本共産党の影響を受ける奄美共産党（奄美社会民主党）が主導し、その影響が沖縄県に及ぶのを阻止するためとも言われるが、実際はこれらの政策は沖縄本島住民が、奄美群島出身者によって職を奪われるとの危機感のもと、琉球列島米国民政府に陳情したことによる。また当時の沖縄タイムスなど在琉マスコミもこれを支持した。